# Tetrade (allgemeine Relativitätstheorie)
Eine Tetrade (auch Vierbein genannt) bezeichnet in der allgemeinen Relativitätstheorie eine speziell  orthonormierte Basis des Tangentialraumes. Diese wird üblicherweise zu allen Punkten oder zumindest für eine größere offene Menge der gerade betrachteten Mannigfaltigkeit, zusätzlich zur bereits vorhandenen Koordinatenbasis {\displaystyle \left\{\partial _{\mu }\right\}} eingeführt, um beispielsweise die Krümmung der Raumzeit möglichst schnell und einfach berechnen zu können. 
Die Menge der vier Basisvektoren, aus denen die Tetrade gebildet wird, wird mit {\displaystyle \left\{e_{a}\right\}} bezeichnet. Diese Basisvektoren werden üblicherweise so gewählt, dass deren inneres Produkt der Metrik des Minkowski-Raums entspricht:
{\displaystyle e_{\mu }\cdot e_{\nu }=\eta _{\mu \nu }} .
Das innere Produkt selbst wird dabei jedoch über die riemannsche Metrik der betrachteten Mannigfaltigkeit gebildet.
Da man nach Einführung einer bestimmten Tetrade, die Komponenten jedes Vektor- oder Tensorfeldes sowohl bezüglich der Tetrade oder auch bezüglich der Koordinatenbasis betrachten kann, werden die Komponenten bezüglich der Tetrade als „nicht-holonome“ und bezüglich der Koordinatenbasis als „holonome“ Koordinaten bezeichnet. Für die Indizes werden normalerweise ebenfalls klar unterscheidbare Symbole verwendet.
Mithilfe der  cartanschen Strukturgleichungen kann aus einer Tetrade der Krümmungstensor berechnet werden.
Physikalisch betrachtet entspricht die Einführung einer Tetrade lokal einem frei fallenden Bezugssystem. Damit können begrenzt auf einen festen aber frei wählbaren Punkt wieder die bekannten Gesetze der speziellen Relativitätstheorie angewendet werden. Nicht-holonome Vektor- und Tensorindizes werden im Gegensatz zu den holonomen Indizes entsprechend mit der Minkowski-Metrik nach oben oder nach unten gezogen.
Die Wahl einer Tetrade ist nicht eindeutig, da eine korrekt lokal definierte Lorentz-Transformation zu einer weiteren per Definition gültigen Tetrade führt. Diese Freiheit in der Wahl einer Tetrade kann auch als Eichsymmetrie der Gravitation gedeutet werden.

## Schwarzschild-Metrik
Ein einfaches Beispiel für eine Tetrade kann man anhand der Schwarzschild-Metrik zeigen. Die nachfolgende Festlegung erfüllt die oben angegebenen Bedingungen.
{\displaystyle {\vec {e}}_{0}={\frac {1}{\sqrt {1-2m/r}}}\;\partial _{t},\quad {\vec {e}}_{1}={\sqrt {1-2m/r}}\;\partial _{r},\quad {\vec {e}}_{2}={\frac {1}{r}}\;\partial _{\theta },\quad {\vec {e}}_{3}={\frac {1}{r\sin(\theta )}}\;\partial _{\phi }}